# Milaan (provincie)
De voormalige provincie Milaan (Italiaans: Milano) was een van de twaalf provincies in de Italiaanse regio Lombardije. De hoofdstad was de stad Milaan. Als gevolg van de Wet 142/1990 op de hervorming van de lokale overheidsorganen, in werking getreden op 1 januari 2015 is de provincie vervangen door de metropolitane stad Milaan.
De provincie Milaan was met 3,7 miljoen inwoners op 1984 km² ofwel 1868 inwoners per km² na de provincie Napels de dichtstbevolkte van Italië. Ze omvatte de gehele agglomeratie rond de tweede stad van Italië en de industriegebieden ten noorden ervan rond de tweede stad Monza. Dit laatste gebied werd in 2007 afgescheiden en als provincie Monza-Brianza verzelfstandigd. Hetzelfde gebeurde in 1992 al met de provincie Lodi, ten zuiden van Milaan. Ten westen van de stad Milaan liep de provincie door tot aan de rivier Ticino, in het oosten was de Adda de grens met de provincie Bergamo.
Naast de reeds genoemde waren Sesto San Giovanni, Rho en Cinisello Balsamo de grootste plaatsen in de provincie.
De provincie Milaan grensde aan de Lombardische provincies Varese, Como, Lecco, Monza e Brianza, Bergamo, Lodi en Pavia en tevens aan de provincie Novara, behorend tot Piëmont.